# Raionul Sfânta Troițca, județul Ananiev
Raionul Sfânta Troițca a fost unul din cele șase raioane ale județului Ananiev din Guvernământul Transnistriei între 1941 și 1944.

## Localități
- Troiițke